# Nédzsíb Gommíd
Nédzsíb Gommíd (arabul: نجيب غميض); Tunisz, 1953. március 12. –) tunéziai válogatott labdarúgó.

## Pályafutása

### Klubcsapatban
1972 és 1982 között a Club Africain, 1978 és 1979 között a szaúdi ál-Ittihád csapatában játszott. Négyszeres tunéziai bajnok. 

### A válogatottban
A tunéziai válogatott tagjaként. részt vett az 1978-as Afrikai nemzetek kupáján és az 1978-as világbajnokságon, ahol a Lengyelország és az NSZK elleni csoportmérkőzésen kezdőként lépett pályára, a Mexikó ellen 3–1-re megnyert találkozón pedig ő szerezte csapata második gólját.

## Sikerei, díjai
Club Africain
- Tunéziai bajnok (3): 1972–73, 1973–74, 1979–80